# Зооксантела
Зооксантела је било који једноћелијски ендосимбионт у ћелијама различитих морских животиња или протиста. Најчешће се зооксантеле срећу у дупљарима: коралима, појединим морским сасама, или медузама.
Већина зооксантела врши фотосинтезу и тиме се сама аутотрофно храни, а обезбеђује и домаћину синтетисане органске материје. Од домаћина зооксантеле добијају заштиту и потребне неорганске материје. Зооксантеле могу да задовоље и до 90% енергетских потреба једног корала.